# Marco Boogers
Marco Boogers (Dordrecht, 12 gennaio 1967) è un ex calciatore olandese, di ruolo attaccante.

## Carriera

### Club
Boogers inizia la carriera in patria, nella sua città natale, Dordrecht: alla sua prima stagione da professionista, dopo esser cresciuto nelle giovanili del Feyenoord, nel Drechtsteden '79 (DS '79), firma 13 gol, partecipando alla promozione dalla seconda divisione alla Eredivisie. Al termine del secondo anno passa all'Utrecht, dove realizza 18 reti in due anni. Nel quinquennio successivo gioca per RKC Waalwijk, Fortuna Sittard e Sparta Rotterdam, andando in doppia cifra in tutte e cinque le stagioni e piazzandosi sempre tra i primi sei/sette marcatori del torneo olandese. In questo lustro sigla 70 gol in 158 incontri, mantenendo una media di 0,44 reti a partita. Inoltre, è votato terzo miglior calciatore olandese nella stagione 1994-1995.
Nel luglio del 1995 il tecnico Harry Redknapp lo acquista nel suo West Ham in cambio di circa £ 1 milione (secondo altre fonti £ 800.000), nonostante non lo avesse mai visto giocare. Secondo alcuni tabloid, l'olandese era stato comprato dopo aver visto le sue prestazioni su una videocassetta ma Boogers e Redknapp (fino al 1998) hanno sempre sostenuto che gli osservatori del West Ham l'avevano visionato dal vivo più volte. Solo in seguito la dirigenza del West Ham ammise di aver fatto un grave errore spendendo 0,8 milioni di sterline per un calciatore senza averlo mai osservato adeguatamente. Quando Boogers (185 cm x 76 kg) arriva in Inghilterra per il pre-stagione, la sua avversione per l'intenso stile inglese degli allenamenti pre-stagionali è subito evidente, Redknapp decide così di far giocare il primo incontro stagionale all'attaccante di riserva, Iain Dowie, assieme a Cottie contro il Leeds il 12 agosto, in casa. Assieme a Ilie Dumitrescu e Dani, Boogers era il principale acquisto estivo degli Hammers.
Nonostante venga accolto calorosamente dai supporter del West Ham, durante la partita d'esordio (Redknapp lo schiera nella ripresa contro il Leeds), Boogers delude le aspettative dimostrandosi scoraggiato. La sua esperienza a Londra finisce quasi subito: alla sua seconda apparizione, appena entrato nella ripresa contro il Manchester United, Boogers rimedia un cartellino rosso per un fallo fatto ai danni di Gary Neville - colpendolo violentemente in scivolata - che tutta la stampa inglese etichetta come un "horror tackle", in testa il Sun che definisce l'intervento «a sickening horror tackle» (un disgustoso, orribile tackle). Da questo episodio gli viene attribuito il soprannome di Mad.
Alcuni sostennero che Boogers venne acquistato solo per far male a un calciatore dei Red Devils di proposito e, nonostante Boogers avesse tentato di giustificarsi spiegando che il terreno di gioco era scivoloso e che il suo intervento non era volontario, subì una squalifica di quattro giornate. Dopo la squalifica Boogers si rese irreperibile per diversi giorni e durante questo periodo tornò in patria dando vita a una delle leggende metropolitane più famose nel mondo del calcio. Secondo una tesi mai comprovata, Boogers dopo questo fatto fuggì dall'Inghilterra per andare a vivere in una casa mobile in un campeggio dell'Olanda. Secondo un'altra tesi impazzì. A risolvere la questione ci pensò poco dopo Bill Prosser, un addetto alle pubbliche relazioni del West Ham che chiarì in un articolo del Guardian:
Clubcall all'epoca era uno dei principali tabloid calcistici e da lì il Sun prese la notizia per la prima pagina.
Ritorna a giocare verso novembre, scendendo in campo nella ripresa contro l'Aston Villa in una sconfitta per 4-1. Il suo ultimo match in Premier League è datato 2 dicembre 1995, in una sconfitta contro il Blackburn (4-2). Durante i suoi primi mesi in Inghilterra, Boogers subisce un peggioramento a un infortunio precedente al ginocchio ed è costretto prima a una risonanza magnetica e in seguito a un intervento chirurgico d'urgenza. Dato che il recupero dell'olandese era previsto in tre mesi, Redknapp gli dà il permesso di tornare in patria il 28 dicembre, per permettergli di assistere alla nascita di suo figlio. Mentre Boogers si riprende dall'infortunio, durante la sessione invernale di calciomercato, il tecnico del West Ham ingaggia l'attaccante Iain Dowie, preso in sostituzione proprio di Boogers.
Il club inglese risolve il contratto con Boogers cedendolo prima in prestito e poi a titolo definitivo al Groningen. Proprio quando Boogers sta per tornare a calcare i campi di gioco dell'Eredivisie, il problema al ginocchio si fa sentire nuovamente e l'infortunio peggiora, costringendo l'attaccante olandese a rimandare il ritorno in campo al marzo 1997. Nonostante fosse ancora sotto contratto con gli inglesi del West Ham, Boogers sapeva che non avrebbe più trovato spazio e decide di non tornare più a Londra.
Tornato in patria, non si riprende mai completamente dall'infortunio al ginocchio, nei primi tempi. Finisce a giocare in seconda divisione, prima con il Volendam e poi con il Dordrecht, la squadra che l'aveva lanciato, con risultati soddisfacenti (83 gol in 151 sfide di seconda categoria olandese).